# Drelsdorf
Drelsdorf (dänisch: Trelstorp oder Trelstrup, nordfriesisch: Trölstrup, niederdeutsch: Drelsdörp, jütländisch: Trælstrup) ist eine Gemeinde im Kreis Nordfriesland in Schleswig-Holstein.

## Geografie

### Geographische Lage
Das Gemeindegebiet von Drelsdorf erstreckt sich im Naturraum Bredstedt-Husumer Geest (Haupteinheit Nr. 691). Das Bett der Ostenau durchzieht die Gemarkung von Nordost nach Südwest. Sie ist ein orographisch rechter Nebenfluss der Arlau.

### Gemeindegliederung
Die 1987 erfolgte Volkszählung in Deutschland registrierte die Einwohnerzahlen auf Basis des folgenden Wohnplatzverzeichnisses. Danach gliederte sich Drelsdorf wie folgt:
Neben dem namengebenden Hauptort befanden sich ebenfalls die Streusiedlungen Drelsdorf-Norderfeld und Drelsdorf-Osterfeld, das Drelsdorfer Forsthaus, sowie die Häusergruppe Morgenstern und die Mühle Petersburg innerhalb des Gemeindegebietes.
Der Wohnplatz Osterfeld liegt links der Ostenau (dänisch: Østerå) am Rande des Drelsdorfer Forstes.

### Nachbargemeinden
An das Gemeindegebiet von Drelsdorf grenzen direkt:
|                   | Vollstedt, Joldelund                        | Kolkerheide |
| Breklum, Struckum | Kompassrose, die auf Nachbargemeinden zeigt | Norstedt    |
| Almdorf           | Bohmstedt                                   |             |

## Geschichte
Drelsdorf wurde zum ersten Mal 1352 urkundlich erwähnt. Wie Siedlungsreste aus der Eisenzeit zeigen, ist der Ort aber wahrscheinlich älter; Mittelpaläolithische Funde von Werkzeugen aus Feuerstein in der Umgebung lassen gar  eine Besiedlung durch den Neandertaler vermuten, was die weltweit nördlichste Siedlung des Neanderthalers bedeuten würde. Ursache für diese Siedlungskontinuität dürfte die Lage am Ochsenweg sein, der westlich von Drelsdorf entlangführte. Der Drelsdörper Krog war ein Rastplatz am Ochsenweg. Der Ortsname bedeutet etwa Siedlung des Unfreien und geht zurück auf altdnord. þræll und altdän. thræll für Unfreier, Sklave, Knecht und altdän. thorp für Dorf, Siedlung. Der Ortsname ist dänischer Herkunft, wie bei den übrigen torp-Namen ist die Endung zum Teil zu -rup geschwunden, so auch mitteldänisch und jütländisch Trælstrup. Im Hochdeutschen hat sich dagegen die Form auf -dorf durchgesetzt.
Der Ort war Hauptort des gleichnamigen Kirchspiels (dän. sogn) innerhalb der Nordergoesharde. Nach der Annexion Schleswigs und Holsteins durch Preußen wurde aus dem Gebiet des Kirchspiels Drelsdorf eine Kirchspielslandgemeinde gebildet. Sie umfasste die drei Dorfschaften Ahrenshöft, Bohmstedt und Drelsdorf. Am 1. April 1934 wurden die Kirchspielslandgemeinden aufgelöst und die Dorfschaften bilden seitdem eigenständige Landgemeinden.
1926 erhielt Drelsdorf einen Bahnhof sowie einen Bahndamm an der Bahnstrecke Bredstedt–Löwenstedt, beide existieren noch bis heute. Durch diese Bahnstrecke konnten die Drelsdorfer direkt nach Bredstedt und Flensburg reisen. Am 1. November 1942 wurde die Strecke bereits wieder stillgelegt. Noch 1942 – während des Zweiten Weltkriegs – wurden die Gleise wieder abgebaut und kriegsbedingt bei Poltawa (Ukraine) weiter verwendet.

## Politik

### Gemeindevertretung
Bei der Wahl zum Gemeinderat am 14. Mai 2023 wurden insgesamt 13 Sitze vergeben. Von diesen erhielt die AAWD1 sieben Sitze die AFWD II sechs Sitze.

### Bürgermeister
Für die Wahlperiode 2023–2028 wurde Tim Friedrichsen (AAWD I) wiederholt zum Bürgermeister gewählt.

### Wappen
Blasonierung: „Von Gold und Silber durch einen gesenkten blauen Wellenbalken schräglinks geteilt. Vorne ein roter Kirchturm, hinten ein grüner Wacholder.“

## Sehenswürdigkeiten
In der Liste der Kulturdenkmale in Drelsdorf stehen die in der Denkmalliste des Landes Schleswig-Holstein eingetragenen Kulturdenkmale.

### St.-Marien-und-St.-Johannes-Kirche

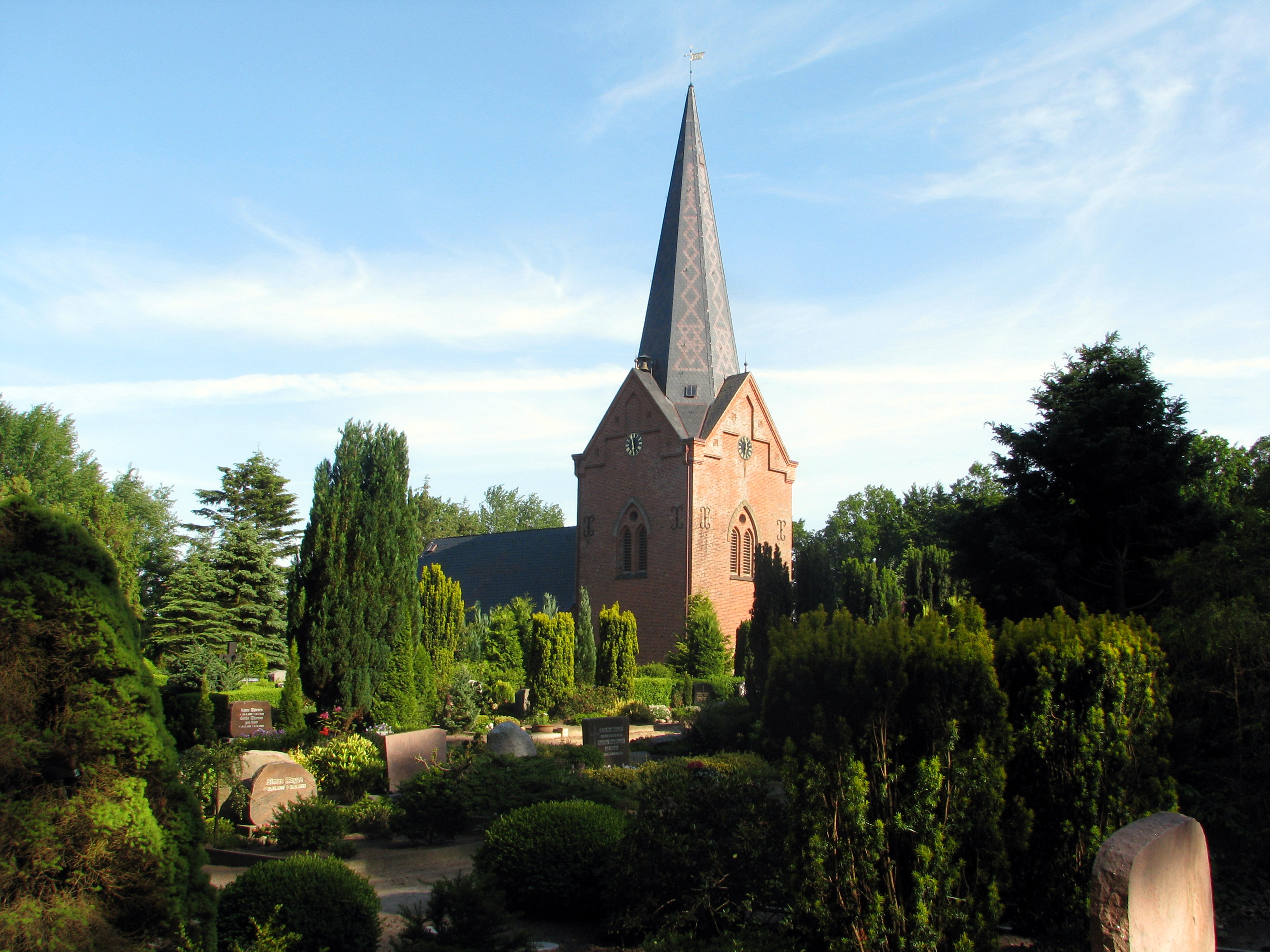
Kirche in Drelsdorf

Am westlichen Rand des Dorfes liegt die romanische St.-Marien-und-St.-Johannes-Kirche aus dem 12. Jahrhundert. Zur Kirchengemeinde gehören neben Drelsdorf auch Bohmstedt und Ahrenshöft. In der Kirche befindet sich auch das Epitaph mit dem Bildnis, das Theodor Storm zu seiner bekannten Novelle Aquis submersus inspirierte. Diese basiert teilweise auf einer wahren Begebenheit. Im Jahre 1656 ist tatsächlich ein Pastorensohn, der zehnjährige Heinrich Bonnix, ertrunken. Theodor Storm hat die Handlung allerdings nach Hattstedt verlegt und aus der Schuld eines Knechts die Schuld des Vaters gemacht.

### Pastorat
Nahe der Kirche liegt das reetgedeckte und unter Denkmalschutz stehende Pastorat von 1847. Zu dem Pastorat gehört auch das vor acht Jahren neu gebaute Gemeindehaus mit Seniorenbegegnungsstätte, Jugendtrakt, Kinderstube und Diakoniestation.

### Drelsdörper Krog
Ebenfalls am westlichen Rand des Dorfes liegt die unter Denkmalschutz stehende Gaststätte Drelsdörper Krog (niederdeutsch: Krog, Gastwirtschaft) von 1909. Der Krog entstand auf dem Gelände eines vor rund 200 Jahren errichteten Kroggebäudes, das durch die Unvorsichtigkeit eines durchs Land ziehenden Bettlers bis auf die Grundmauern niederbrannte. Gegründet wurde der Krog durch den Gastwirt und Pferdehändler Lorenz Hinrichsen. Er hatte durch den Pferdehandel mit den Truppen Napoleon Bonapartes Vermögen erworben, ein Eckgrundstück gekauft und eine Gastwirtschaft darauf erbaut. Als Zeichen des Pferdehandels wurde ein geschnitztes weißes Pferd in den Giebel eingesetzt. Die Gemeinde Drelsdorf erwarb die Gastwirtschaft 1992 und baute das Anwesen im Hinblick auf das Vereins- und Dorfleben sowie zur Förderung des Fremdenverkehrs aus.

### Naturschutzgebiet Eichkratt Schirlbusch
Das kleine Naturschutzgebiet besteht aus Heideflächen und einem der letzten Eichenkratt. Es ist rund zwölf Hektar groß und besteht aus einem Dünenrest mit Ablagerungen von Flugsanddecken auf saaleeiszeitlichen Geschiebesanden. Der Schirlbusch trägt seinen Namen wegen des dichten Buschwaldes aus niedrigen, schlechtwüchsigen Eichen auf armen Sandböden. In dem Schutzgebiet finden sich große windgeschorene Wacholder-Vorkommen. Weiterhin grenzt das Gelände an Heideflächen mit reichhaltiger Vegetation (unter anderem Natternzunge, Bärentraube und Geflecktes Ferkelkraut). Menschlich genutzt wurde dieser Eichenwald jahrhundertelang als Weidefläche (Eichenmast). Außerdem diente das samt Wurzeln abgetragene Heidekraut als Einstreu im Stall.

### Drelsdorfer Forst
Dieser Staatsforst besitzt einen Trimmdichpfad sowie ausgedehnte Rad-, Wander- und Reitwege, die auch durch die nahegelegenen Weiden und Felder sowie entlang der Ostenau führen.

### Drelsdorfer Armenhaus
Das Gebäude war zunächst Bauernstelle, ist kurz vor 1800 in das Eigentum der Kirchspielgemeinde übergegangen und dann zum Armenhaus geworden. Ende des 19. Jahrhunderts brannte das Armenhaus dann nieder. Verschiedenen Volkszählungen zufolge bewohnten dieses kleine Haus in einer Gesamtgröße von knapp 80 Quadratmetern mit mehr als zehn Zimmern insgesamt zehn, zwölf und sogar neunzehn Personen. Die Dorfchronik berichtet sogar von bis zu 45 Menschen, welche dort untergebracht waren. Die Decken des Armenhauses waren nicht einmal zwei Meter hoch, der Boden aus Lehm, das Mobiliar beschränkte sich auf einige Stühle und Wandbetten, Wasserkessel, Gesang- und Gebetbücher. Zeitweise standen den Menschen weniger als zwei Quadratmeter pro Person zur Verfügung. Weil Türen in der Stube fehlten, wurden die Wohnflächen mit Kreidestrichen unter den Familien aufgeteilt.
Zur Darstellung des Themas der Armenversorgung und -unterbringung innerhalb der Kultur- und Landesgeschichte Norddeutschlands wurde im Schleswig-Holsteinischen Freilichtmuseum in Molfsee 2003 das Drelsdorfer Armenhaus nachgebaut. Damit komplettiert es dort die Baugruppe Nordfriesland.

## Vereine
Der TSV Drelsdorf-Ahrenshöft-Bohmstedt ist ein Breitensportverein, der es sich zum Ziel gesetzt hat, möglichst vielen Bewohnern der drei Dörfer sowie Interessierten der umliegenden Gemeinden Spaß am Sport in einem möglichst breiten und aktuellen Angebot zu bieten. Gegründet wurde der Verein 1970, als Nachfolger des TSV Drelsdorf und des SV Bohmstedt. Der Verein zählt knapp 900 Mitglieder und bietet Sport in 15 verschiedenen Sparten an. Am bedeutendsten sind Fußball, Tischtennis, Leichtathletik und Volleyball. Besondere Ehrung wurde dem Verein mit seinem Programm „Spiel, Spaß und Ernährung für übergewichtige Kinder zwischen acht und zwölf Jahren“ zu teil, für das er den Preis „Großer Stern des Sports in Bronze“ und 1500 Euro für die Vereinsarbeit erhielt.

## Wirtschaft und Infrastruktur

### Öffentliche Einrichtungen
In Drelsdorf befinden sich neben der Kirche ein evangelischer Kindergarten, eine Grundschule mit Freibad, ein Feuerwehrhaus mit Gemeinderaum und dem Büro des Bürgermeisters, ein Rentnerwohnheim mit zwölf Wohneinheiten sowie eine Diakoniestation der evangelischen Kirche. Bis zum Juli 2007 befand sich eine Außenstelle der Grundschule in Bohmstedt, die an eine Privatperson verkauft wurde. Im Jahre 2009 wurde im Zuge der Schulneuordnung der Hauptschulteil in Drelsdorf geschlossen und die Grundschule Joldelund neue Außenstelle. Die Einrichtungen werden von der Dörfergemeinschaft Drelsdorf, Bohmstedt und Ahrenshöft genutzt.

### Verkehr
Drelsdorf liegt abseits des Bundesfernstraßennetzes. Durch die Ortslage verläuft die schleswig-holsteinische Landesstraße 28 im Abschnitt zwischen der Bundesstraße 5 in Bredstedt und der Bundesstraße 200 in Viöl. In Drelsdorf trifft auf sie die Landesstraße 273. Diese stellt in südlicher Richtung eine direkte Verbindung über die Geestdörfer nach Husum her und bildet heute die historische Route des Westlichen Ochsenweges ab.
Im ÖPNV ist Drelsdorf seit August 2019 mit der Regionalbuslinie R125 des Nahverkehrsverbunds Schleswig-Holstein direkt nach Bredstedt und Flensburg über Joldelund und Lindewitt angebunden. Darüber hinaus ist die Gemeinde durch einen Rufbus im Rufbusgebiet Bredstedt mit weiteren Gemeinden im Umland verbunden. Zudem stellt die Schulbuslinie 1031 eine direkte Verbindung in Richtung Husum her.

## Persönlichkeiten
- Peter Christian Grünberg (1901–1975), Heimatforscher, Sprachforscher, Schriftsteller, Übersetzer
- Heinke Hannig (* 1957),  Schriftstellerin und Hörspielautorin, lebt in Drelsdorf